# نيكول كوك
نيكول كوك (بالإنجليزية: Nicole Cooke) مواليد 13 أبريل 1983 في سوانزي، هي دراج ويلزية سابقة في صنف سباق الدراجات على الطريق. سبق أن شاركت في دورة الألعاب الأولمبية الصيفية وفازت بميدالية أولمبية.

## سباقات أو مراحل فازت بها
| التاريخ        | السباق                                                             | المركز                                                                                          |
| -------------- | ------------------------------------------------------------------ | ----------------------------------------------------------------------------------------------- |
| 01 يناير 1999  | سباق الطريق للسيدات في بطولة المملكة المتحدة 1999                  |                                                                                                 |
| 01 يناير 2000  | Women's British Road Cycling Cup 2000                              |                                                                                                 |
| 01 يناير 2000  | 2000 UCI Road World Championships – Junior women's road race       |                                                                                                 |
| 01 يناير 2001  | 2001 UCI Road World Championships – Junior women's road race       |                                                                                                 |
| 01 يناير 2001  | سباق الطريق للسيدات في بطولة المملكة المتحدة 2001                  |                                                                                                 |
| 01 يناير 2001  | 2001 UCI Road World Championships – Junior women's time trial      |                                                                                                 |
| 01 يناير 2002  | سباق الطريق للسيدات في بطولة المملكة المتحدة 2002                  |                                                                                                 |
| 17 مارس 2002   | Trofeo Costa Etrusca I 2002                                        |                                                                                                 |
| 17 أبريل 2002  | فليش والون للسيدات 2002                                            | الخامس في التصنيف العام                                                                         |
| 27 أبريل 2002  | Vuelta a Castilla y León (women) 2002                              |                                                                                                 |
| 01 يناير 2003  | كأس العالم لسباق الدراجات على الطريق للسيدات 2003                  | الأول في تصنيف النقاط                                                                           |
| 01 يناير 2003  | سباق الطريق للسيدات في بطولة المملكة المتحدة 2003                  |                                                                                                 |
| 16 مارس 2003   | Trofeo Costa Etrusca I 2003                                        |                                                                                                 |
| 20 أبريل 2003  | سباق أمستل الذهبي للسيدات 2003                                     | الأول في التصنيف العام                                                                          |
| 23 أبريل 2003  | فليش والون للسيدات 2003                                            | الأول في التصنيف العام                                                                          |
| 23 أغسطس 2003  | Grand Prix de Plouay féminin 2003                                  | الأول في التصنيف العام                                                                          |
| 01 يناير 2004  | 2004 Giro della Toscana Int. Femminile – Memorial Michela Fanini   |                                                                                                 |
| 26 يونيو 2004  | سباق الطريق للسيدات في بطولة المملكة المتحدة 2004                  |                                                                                                 |
| 11 يوليو 2004  | طواف إيطاليا للسيدات 2004                                          | الأول في التصنيف العام، الأول في تصنيف أفضل شاب، الثالث في تصنيف الجبال، السادس في تصنيف النقاط |
| 13 مارس 2005   | Trofeo Costa Etrusca I 2005                                        |                                                                                                 |
| 19 مارس 2005   | Primavera Rosa 2005                                                |                                                                                                 |
| 29 مارس 2005   | تروفيو ألفريدو بيندا كومون دي سيتيجليو 2005                        |                                                                                                 |
| 17 أبريل 2005  | Grand Prix de Dottignies 2005                                      | الأول في التصنيف العام                                                                          |
| 20 أبريل 2005  | فليش والون للسيدات 2005                                            | الأول في التصنيف العام                                                                          |
| 26 يونيو 2005  | سباق الطريق للسيدات في بطولة المملكة المتحدة 2005                  |                                                                                                 |
| 24 سبتمبر 2005 | 2005 سباق الطريق للسيدات في بطولة العالم لسباق الدراجات على الطريق |                                                                                                 |
| 01 يناير 2006  | كأس العالم لسباق الدراجات على الطريق للسيدات 2006                  | الأول في تصنيف النقاط                                                                           |
| 01 يناير 2006  | سباق الدراجات على الطريق للسيدات 2006                              | الأول في تصنيف النقاط                                                                           |
| 19 أبريل 2006  | فليش والون للسيدات 2006                                            | الأول في التصنيف العام                                                                          |
| 30 أبريل 2006  | Grand Prix de Suisse ITT 2006                                      |                                                                                                 |
| 07 مايو 2006   | Gran Premio Castilla y León 2006                                   |                                                                                                 |
| 24 يونيو 2006  | سباق الطريق للسيدات في بطولة المملكة المتحدة 2006                  |                                                                                                 |
| 01 يوليو 2006  | Grande Boucle Féminine Internationale 2006                         | الأول في التصنيف العام، الأول في تصنيف النقاط، الثالث في تصنيف الجبال                           |
| 23 يوليو 2006  | سباق تورينجيا للسيدات 2006                                         |                                                                                                 |
| 23 سبتمبر 2006 | سباق الطريق للسيدات في بطولة العالم 2006                           |                                                                                                 |
| 01 مارس 2007   | Geelong Tour 2007                                                  |                                                                                                 |
| 03 مارس 2007   | Geelong World Cup 2007                                             | الأول في التصنيف العام                                                                          |
| 25 مارس 2007   | Trofeo Costa Etrusca I 2007                                        |                                                                                                 |
| 01 أبريل 2007  | تروفيو ألفريدو بيندا كومون دي سيتيجليو 2007                        |                                                                                                 |
| 08 أبريل 2007  | طواف فلاندرز للسيدات 2007                                          | الأول في التصنيف العام                                                                          |
| 20 مايو 2007   | 2007 GP Cham-Hagendorn                                             |                                                                                                 |
| 24 يونيو 2007  | Grande Boucle Féminine Internationale 2007                         | الأول في التصنيف العام، الثالث في تصنيف النقاط                                                  |
| 19 أغسطس 2007  | سباق الطريق للسيدات في بطولة المملكة المتحدة 2007                  |                                                                                                 |
| 01 يناير 2008  | سباق الدراجات للسيدات                                              |                                                                                                 |
| 28 يونيو 2008  | سباق الطريق للسيدات في بطولة المملكة المتحدة 2008                  |                                                                                                 |
| 27 سبتمبر 2008 | سباق الطريق للسيدات في بطولة العالم 2008                           |                                                                                                 |
| 19 يونيو 2009  | 2009 Giro del Trentino-Alto Adige-Südtirol                         |                                                                                                 |
| 27 يونيو 2009  | سباق الطريق للسيدات في بطولة المملكة المتحدة 2009                  |                                                                                                 |
| 01 يناير 2010  | 2010 Gracia-Orlová                                                 |                                                                                                 |
| 27 يونيو 2010  | سباق الطريق للسيدات في بطولة المملكة المتحدة 2010                  |                                                                                                 |
| 26 يونيو 2011  | سباق الطريق للسيدات في بطولة المملكة المتحدة 2011                  |                                                                                                 |

## الميداليات
| الميدالية | المسابقة                                                 |
| --------- | -------------------------------------------------------- |
| ذهبية     | سباق الدراجات الهوائية في الألعاب الأولمبية الصيفية 2008 |
| ذهبية     | دورة ألعاب الكومنولث 2002                                |
| برونزية   | دورة ألعاب الكومنولث 2006                                |

## وصلات خارجية
- الموقع الرسمي

## روابط خارجية
- نيكول كوك على موقع الاتحاد الدولي للدراجات (الإنجليزية)
- نيكول كوك على موقع أرشيف الدراجات (الإنجليزية)
- نيكول كوك على موقع إحصائيات الدراجات الإحترافية (الإنجليزية)
- نيكول كوك على موقع نسبة الدراجات (الإنجليزية)
- نيكول كوك على موقع CycleBase (الإنجليزية)
- نيكول كوك على موقع أوليمبيديا (الإنجليزية)
- نيكول كوك على موقع اللجنة الأولمبية البريطانية (الإنجليزية)
- نيكول كوك على موقع اتحاد ألعاب الكومنولث (مؤرشف) (الإنجليزية)
- نيكول كوك على موقع دورة ألعاب الكومنولث 2006 (مؤرشف) (الإنجليزية)